# Всі завтра
All Tomorrows: A Billion Year Chronicle of the Myriad Species and Mixed Fortunes of Man (укр. Всі Завтрашні Дні: Мільярдна Хроніка Безлічі Видів і Змішаної Долі Людства) — це твір наукової фантастики та спекулятивної еволюції 2006 року, написаний та проілюстрований турецьким художником Мехметом Косеменом під псевдонімом Немо Рамджет. Він досліджує гіпотетичний майбутній шлях еволюції людини від найближчого майбутнього до зникнення людей через мільярд років. Кілька майбутніх людських видів еволюціонують природним шляхом і за допомогою генної інженерії, яку проводять як самі люди, так і таємничий і могутній інопланетний вид під назвою Ку (англ. Qu).
Натхненний науково-фантастичними творами Олафа Степлдона та Едварда Гіббона «Історія занепаду та загибелі Римської імперії», Косемен працював над «Усі Завтрашні Дні» з 2003 року до публікації книги як безоплатного файлу PDF онлайн у 2006 році. Книга ніколи не була фізично опублікована, але, за словами самого Косемена, «жила власним життям» в Інтернеті. Косемен має намір зрештою опублікувати «Усі Завтрашні Дні» у фізичній формі з новим текстом та оновленими ілюстраціями.

## Сюжет
Після колонізації Марса між Марсом і Землею відбувається коротка, але катастрофічна міжпланетна війна. Після того як обидві планети уклали мир одна з одною, по всій галактиці генно-інженерні люди, які називаються Зоряними людьми (Зоряним народом), розпочинають масштабну ініціативу колонізації екзопланет.
Зоряні люди виявляють сліди втручання невідомого чужинського розуму в еволюцію життя на інших планетах. Згодом вони стикаються з іншопланетним видом під назвою Ку. Релігія чи то інстинкт Ку спонукає їх переробити Всесвіт за допомогою генної інженерії. Відбувається війна тривалістю близько 1000 років, в якій людство зазнає майже цілковитої поразки. Біоінженери Ку перетворили вцілілих людей на різноманітних тварин задля заповнення екологічних ніш планет. З тих, хто чинив особливо запеклий опір, Ку зробили ряд екзотичних форм життя, неподібних до Homo Sapiens, які усвідомлюють своє становище, але не можуть нічого вдіяти.
Після сорока мільйонів років панування, цивілізація Ку мігрує в інші галактики, залишаючи змінених людей еволюціонувати самостійно. Деякі з них після зникнення своїх творців невдовзі вимирають, інші ж розвиваються в розумних істот, подібних на своїх пращурів. Частина Зоряних людей, які пережили війни в космічних поселеннях, еволюціонують у новий вид, пристосований до життя в невагомості. Ці істоти розвивають здатність до польоту та продовжують розвиток технологій.
Одна раса, відома як Переслідувачі Руїн, завдяки полишеному спадку Ку здійснює технологічний прогрес. Вона замінює свої тіла механічними сферичними формами, здатними до левітації, ставши Гравіталами. Гравітали колонізують решту галактики, знищуючи більшу частину життя в ній, включаючи інші постлюдські види, що до того часу створили власні цивілізації та налаштували міжпланетний зв'язок. Нащадки Зоряних Людей, звані Астероморфами, перемагають Гравіталів і беруться виправити наслідки галактичного геноциду, створюючи нові форми життя.
Останні розділи книги детально описують відновлення людства та побудову галактичної постлюдської спільноти. Вона здійснює перший контакт із життям іншої галактики, повторно відкриває та перемагає Ку після 500 мільйонів років від виходу людей у космос, і заново відкриває Землю.
«Усі Завтрашні Дні» закінчується фотографією істоти, що виявляється автором книги в далекому майбутньому. Вона тримає череп Homo Sapiens віком мільярд років і пише, що всі постлюдські види зникли з невідомих причин. Далі автор стверджує, що історія людства завжди була про життя самих людей, а не про великі війни та абстрактні ідеали їх нікчемної фантазії. Наприкінці автор заохочує читача «Люби „сьогодні“ й користуйся всіма „завтра“!»

## Створення
Косемен працював над «Усі Завтрашні Дні» з 2003 по 2006 рік. Роботи Олафа Степлдона, зокрема «Останні і перші люди» (1930) і «Творець зірок» (1937), послугували основним натхненням для книги, поряд із «Історією занепаду та падіння Римської імперії» Едварда Гіббона.
«Усі Завтрашні Дні» написано у стилі історичного твору, розказаного інопланетною істотою, яка переповідає реконструйовану історію людства. За словами Косемена, «тон голосу — це учень середньої школи, який фанатіє від „Занепаду й падіння Римської імперії“ Едварда Гіббона». Малюнки також відображають цей «археологічний» підхід із вицвілими та текстурованими візуальними ефектами, застосованими до картин (йдеться про невеличкі штрихи та фотоефекти плівки, які додають атмосфери старості та занепаду). Початковою причиною додавання вицвілих відтінків до картин було бажання Косемена уникнути того, щоб картини виглядали як «жахливі расистські карикатури».
«Усі Завтрашні Дні» фізично ніколи не публікувалася. 4 жовтня 2006 року твір був опублікований безоплатно в Інтернеті у форматі PDF і відтоді, за словами самого Косемена, «жив власним життям у вигляді PDF-файлу, який плаває в глушині Інтернету, як корабель-привид». Одним із поширених ресурсів, який посприяв відомості «Усіх завтрашніх днів», є вікі-сайт speedrunwiki.com, присвячений швидкісному проходженню відеоігор.
Книга «Усі Минулі Дні» (англ. All Yesterdays), співавтором якої був Косемен, попри схожість назви, присвячена не еволюції людини, а мистецьким реконструкціям зовнішності динозаврів.

## Сприйняття і спадок
Спочатку незрозуміла робота, «Усі Завтрашні Дні» повільно набула популярності в Інтернеті після публікації у 2006 році. В інтерв'ю в подкасті 2021 року Косемен зазначив, що покоління, яке народилося відразу після нього (Косемен народився в 1984 році), «справді прийняло» «Усі Завтрашні Дні», що, на його думку, частково могло бути пов'язано з «міріадами катастроф», які сталися у світі після потім (війна проти тероризму, війна в Афганістані, безліч глобальних змін). Книга отримала певну наукову увагу; у 2020 році «Усі Завтрашні Дні» була серед робіт, обговорених у книзі Йорга Матіаса Детерманна «Іслам, наукова фантастика та позаземне життя», яка досліджує астробіологію та наукову фантастику в мусульманському світі. Після того, як у червні 2021 року ютубер Alt Shift X завантажив скорочену версію сюжету книги влітку 2021 року, популярність «Усіх Завтрашніх Днів» особливо зросла в мережі. Серед іншого, був сплеск інтернет-мемів, заснованих на книзі, в першу чергу на YouTube і Twitter, а також фан-арту, заснованого на істотах із книги.
Читачі характеризують «Усі Завтрашні Дні» як «химерний», «незрозумілий», «цікавий» і «захопливий» твір, а також як твір, що містить боді-горор. Іван Фаркас з Cracked.com у 2021 році назвав «Усі Завтрашні Дні» «екзистенціально дивним» і описав художній твір як «потойбічний» або ж «наркотичним припадком». У статті Андреа Віскузі 2022 року на італійському медіасайті Stay Nerd порівнювали «Усі Завтрашні Дні» із «Людина після людини» (1990) Дугала Діксона, також роботою, що розглядає майбутню еволюцію людини, але постановили, що зображення у «Усі Завтрашні Дні» є «ще більш тривожними», але їх все ще можливо на «майже підсвідомому рівні» «впізнати як наших ближніх». У статті 2022 року в журналі про стиль життя A Little Bit Human Аллія Лузонг назвала «Усі Завтрашні Дні» «веселим дослідженням того, що могло б бути», але також серйозним твором із серйозними темами, особливо зазначивши, що соціальні проблеми людства присутні в усій оповіді.
У 2021 році Косемен заявив, що, попри те, що книга стала популярною, він майже «відрікся» «Усі Завтрашні Дні», знайшовши її частини «трохи крінжовими». Розробляючи свій вебсайт і включаючи різні книги та проєкти, Косемен навмисно не згадував «Усі Завтрашні Дні». Після літа 2021 року він додав книгу на свій вебсайт і має намір зрештою опублікувати «Усі Завтрашні Дні» у фізичній формі з новим текстом та ілюстраціями. До 16 жовтня 2022 року Косемен написав розширену версію аж до завоювання галактики Ку. Косемен заявив, що матеріал до того моменту становив 200 сторінок, що майже вдвічі перевищує обсяг оригінальної книги.